# 阿耶旺
阿耶旺（法語：Aillevans，法語發音：[ajvɑ̃]）是法国上索恩省的一个市镇，属于吕尔区。

## 地理
阿耶旺（47°35'29"N, 6°24'55"E）面积5.78 平方千米，位于法国勃艮第-弗朗什-孔泰大區上索恩省，该省份为法国东部内陆省份，北起顺时针与孚日省、贝尔福地区省、杜省、汝拉省、科多尔省和上马恩省接壤。
与阿耶旺接壤的市镇（或旧市镇、城区）包括：阿尔珀南、莱赛南、隆日韦勒、奥里库尔、圣叙尔皮斯、维莱塞克塞勒。

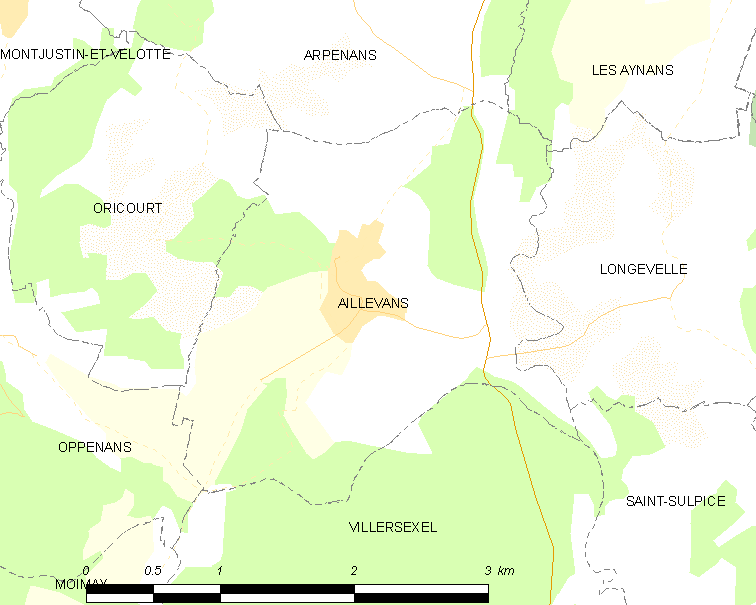
阿耶旺的OSM定位图

阿耶旺的时区为UTC+01:00、UTC+02:00（夏令时）。

## 行政
阿耶旺的邮政编码为70110，INSEE市镇编码为70005。

## 政治
阿耶旺所属的省级选区为维莱塞克塞勒县。

## 人口

1962-2008年间阿耶旺人口变化图示

阿耶旺于2022年1月1日时的人口数量为126人。